# Koczetowka (obwód biełgorodzki)
Koczetowka (ros. Кочетовка) – wieś w Rosji, w obwodzie biełgorodzkim, w rejonie iwniańskim. W 2010 liczyła 841 mieszkańców.